# Osemstrana bipiramida
| Osemstrana bipiramida           | Osemstrana bipiramida                   |
| ------------------------------- | --------------------------------------- |
|                                 |                                         |
| Vrsta                           | bipiramida                              |
| Coxeter-Dynkinov diagram        |                                         |
| Schläflijev simbol              | { } + {8}                               |
| Vrsta stranskih ploskev         | nepravilni petkotniki                   |
| Stranska ploskev                | 16 trikotnikov                          |
| Robovi                          | 24                                      |
| Oglišča                         | 10                                      |
| Konfiguracija stranskih ploskev | V4.4.8                                  |
| Simetrijska grupa               | D8h, [8,2], 228, red 32                 |
| Vrtilna grupa                   | D8, [8,2], red 16                       |
| Lastnosti                       | konveksna, tranzitivne stranske ploskve |

Osemstrana bipiramida je ena izmed neskončne množice bipiramid, ki so dualne neskončnim prizmam. Kadar ima osemstrana bipiramida tranzitivne stranske ploskve, morajo biti vse stranske ploskve enakokraki trikotniki.